# Polyfoniska ringsignaler
Polyfoniska ringsignaler är i sin grundbetydelse en ringsignal med polyfoni, det vill säga att flera ljud återges samtidigt.
Begreppet ska förstås i kontrast till äldre mobiltelefoner som enbart kunde generera en enda ton åt gången. En polyfon ringsignal innehåller däremot flera kanaler, till exempel för slagverk, melodi och bas. Signalen består av en rad styrkommandon som spelas upp av en liten synthesizer i telefonen. Nu för tiden är de flesta mobiltelefoner utrustade med bland annat MP3, ett format som inte är begränsat av begränsningarna i telefonens ljudkrets och därför kan innehålla ett otal naturliga instrument och även sång.